# Madsen Pirie
Madsen Pirie (født 24. august 1940) er medstifter af, og nuværende direktør for den engelske tænketank Adam Smith Institute. 
Pirie blev uddannet på universiteterne i Edinburgh, St. Andrews og Cambridge, før han i begyndelsen af 1970'erne rejste til USA hvor han i en periode var gæsteprofessor i logik og filosofi på Hillsdale College, Michigan. I 1977 rejste han tilbage til England, hvor han, med Eamonn Butler og Stuart Butler, stiftede Adam Smith Institute. Instituttet har, med Pirie i spidsen, i en årrække været toneangivende i privatiserings- og frihandelsdebatten i England, hvor Pirie selv har fungeret som særlig rådgiver for premierminister John Major.
Madsen Pirie har flere gange været i Danmark, senest i forbindelse med CEPOS konference om flad skat i Juni, 2005.

## Eksterne links
- Adam Smith Institute
- Madsen Piries hjemmeside Arkiveret 7. august 2005 hos  Wayback Machine
- Wikiberal.org – Madsen Pirie